# Esino Lario
Esino Lario é uma comuna italiana da região da Lombardia, província de Lecco, com cerca de 798 habitantes. Estende-se por uma área de 18 km², tendo uma densidade populacional de 44 hab/km². Faz fronteira com Cortenova, Lierna, Mandello del Lario, Parlasco, Pasturo, Perledo, Primaluna, Taceno, Varenna.

## Demografia
| Variação demográfica do município entre 1861 e 2011                               |
|                                                                                   |
| Fonte: Istituto Nazionale di Statistica (ISTAT) - Elaboração gráfica da Wikipedia |